# Cantone di Aunay-sur-Odon
Il Cantone di Aunay-sur-Odon è una divisione amministrativa dell'arrondissement di Bayeux, dell'arrondissement di Caen e dell'arrondissement di Vire.
A seguito della riforma approvata con decreto del 17 febbraio 2014, che ha avuto attuazione dopo le elezioni dipartimentali del 2015, è passato da 17 a 49 comuni.

## Composizione
I 17 comuni facenti parte prima della riforma del 2014 erano:
- Aunay-sur-Odon
- Bauquay
- La Bigne
- Brémoy
- Cahagnes
- Coulvain
- Dampierre
- Danvou-la-Ferrière
- Jurques
- Les Loges
- Le Mesnil-Auzouf
- Ondefontaine
- Le Plessis-Grimoult
- Roucamps
- Saint-Georges-d'Aunay
- Saint-Jean-des-Essartiers
- Saint-Pierre-du-Fresne

Dal 2015 i comuni appartenenti al cantone sono i seguenti 49:
- Amayé-sur-Seulles
- Anctoville
- Aunay-sur-Odon
- Banneville-sur-Ajon
- Bauquay
- La Bigne
- Bonnemaison
- Brémoy
- Cahagnes
- Campandré-Valcongrain
- Caumont-l'Éventé
- Coulvain
- Courvaudon
- Dampierre
- Danvou-la-Ferrière
- Épinay-sur-Odon
- Hottot-les-Bagues
- Jurques
- La Lande-sur-Drôme
- Landes-sur-Ajon
- Lingèvres
- Livry
- Le Locheur
- Les Loges
- Longraye
- Longvillers
- Maisoncelles-Pelvey
- Maisoncelles-sur-Ajon
- Le Mesnil-au-Grain
- Le Mesnil-Auzouf
- Missy
- Monts-en-Bessin
- Noyers-Bocage
- Ondefontaine
- Parfouru-sur-Odon
- Roucamps
- Saint-Agnan-le-Malherbe
- Saint-Georges-d'Aunay
- Saint-Germain-d'Ectot
- Saint-Jean-des-Essartiers
- Saint-Louet-sur-Seulles
- Saint-Pierre-du-Fresne
- Sept-Vents
- Torteval-Quesnay
- Tournay-sur-Odon
- Tracy-Bocage
- La Vacquerie
- Villers-Bocage
- Villy-Bocage